# Frank Hopkins
Frank Hopkins, född 1865, död 1951, var en amerikansk cowboy.
Han ska enligt egen utsago ha deltagit i över 400 långdistanslopp för hästar och vunnit ett stort antal av dem. Filmen Hidalgo (2004), döpt efter den häst Hopkins red, är den påstått sanna historien om ett långdistanslopp Hopkins ska ha ridit genom den arabiska öknen, men sanningshalten i Hopkins påståenden är tveksamma. Han kämpade i hela sitt liv för de vilda mustangerna och dog vid 86 års ålder.